# 銀行狐
『銀行狐』（ぎんこうぎつね）は、池井戸潤の経済小説。ミステリー短編集。『小説現代』（講談社）1998年10月号から2001年7月号にかけ掲載された表題作を含む4篇と、『小説トリッパー』（朝日新聞出版）1999年夏号に掲載された1篇を収録し2001年9月20日に講談社より単行本が刊行された。
2004年8月10日に講談社文庫で文庫化され、2020年2月14日には講談社文庫新装版が刊行された。
銀行を舞台に繰り広げられる5篇からなるミステリー。
2002年にテレビ朝日系「土曜ワイド劇場」で、2015年に日本テレビ系水曜ドラマ『花咲舞が黙ってない』（第2シリーズ）で収録作がテレビドラマ化された。

## あらすじ
金庫室の死体
破綻した城南相和銀行の金庫室で、バラバラに損壊された老婆の死体が発見される。
現金その場限り
銀行窓口でマイナス収支となるトラブルが連続発生し、係長の灰原は行員による横領を疑う。
口座相違
東都銀行渋谷支店で振込口座を取り違える「口座相違」が発生する。課長の萬田は送金先に連絡するが連絡が取れない。
銀行狐
狐と署名された脅迫状が帝都銀行頭取宛に届き、顧客情報漏洩や系列生保社員の襲撃事件が発生する。
ローンカウンター
連続婦女暴行殺人事件を捜査する刑事・山北は二都銀行でローンを組むことになり、融資課長代理の伊木と出会う。

## 登場人物

### 金庫室の死体
小松与一
バラバラ殺人を捜査する刑事。
花山寛
刑事。小松の相棒。
安永登志子
バラバラ死体となった老婆。

### 現金その場限り
灰原
係長。
吉川恭子
窓口係。
神田隆
営業課長。
馬場浩一
ブティックの社長

### 口座相違
萬田武彦
東都銀行渋谷支店の課長。
山崎紗絵
東都銀行渋谷支店の女子行員。
橋本浩二
誤送金先である橋本商会の社長。

### 銀行狐
指宿修平
帝都銀行総務部企画グループ特命担当。池井戸の別作品『銀行総務特命』の主人公としても登場。
鏑木和馬
帝都銀行総務部企画グループ。指宿の補佐。『銀行総務特命』にも登場。
戸崎宣之
帝都銀行総務部長。『銀行総務特命』にも登場。
門倉澄男
警視庁捜査一課特殊犯捜査係の刑事。『銀行総務特命』にも登場。
斎藤一志
帝都銀行 副頭取。『銀行総務特命』にも登場。

### ローンカウンター
山北史朗
連続婦女暴行殺人事件を捜査する警視庁渋谷署の刑事。
伊木遥
二都銀行渋谷支店 融資課長代理。池井戸の小説デビュー作『果つる底なき』の主人公。

## 書籍情報
- 池井戸潤『銀行狐』
  - 単行本：講談社、2001年9月20日[1]、ISBN 978-4-06-210706-8
  - 文庫：講談社文庫、2004年8月10日[2]、ISBN 978-4-06-274848-3
  - 文庫（新装版）：講談社文庫、2020年2月14日[3]、ISBN 978-4-06-518716-6

| タイトル         | 初出                         |
| ---------------- | ---------------------------- |
| 金庫室の死体     | 『小説現代』1999年10月号     |
| 現金その場限り   | 『小説トリッパー』1999年夏号 |
| 口座相違         | 『小説現代』2001年3月号      |
| 銀行狐           | 『小説現代』2001年7月号      |
| ローンカウンター | 『小説現代』1998年10月号     |

## テレビドラマ

### テレビドラマ（2002年）
2002年8月24日にテレビ朝日系「土曜ワイド劇場」にて、収録作の「ローンカウンター」が『覗く女 実況中継された連続殺人!』（のぞくおんな じっきょうちゅうけいされたれんぞくさつじん）のタイトルでドラマ化された。

### テレビドラマ（2015年）
2015年7月期に、日本テレビ系「水曜ドラマ」枠で放送された『花咲舞が黙ってない』（はなさきまいがだまってない）の第2シリーズの原作として「現金その場かぎり」が第3話で、「銀行狐」が第10話でドラマ化された。

## 漫画
2014年7月号から2015年9月号まで『花咲舞が黙ってない』のタイトルで、『Kiss』（講談社）六多いくみ作画で漫画化され、本作収録の「現金その場かぎり」を原作とするエピソードが掲載され、2015年に書籍化された。